# Lithops pseudotruncatella
Pierre fleurie, Pierre vivante
Espèce
Lithops pseudotruncatella, la Pierre fleurie ou Pierre vivante, est une espèce de plantes à fleurs de la famille des Aizoaceae. Cette plante succulente est originaire de Namibie.

## Description
Les feuilles sont épaisses et similaires à celles du reste du genre Lithops. Les feuilles sont appariées par deux, et la plante dans son ensemble ne dépasse pas 5 cm de hauteur. Elles sont de couleur grise à brun pâle avec des marbrures ramifiées sur le dessus. Ses fleurs sont de couleur jaune et ne dépassent pas 4 cm de diamètre.

## Répartition et habitat
Lithops pseudotruncatella est endémique de Namibie,. Elle pousse principalement dans le biome désertique ou arbustif sec,.

## Liste des sous-espèces et variétés
Selon GBIF (14 juillet 2025) :
- Lithops pseudotruncatella subsp. archeri (DeBoer) D.T.Cole
- Lithops pseudotruncatella subsp. mundtii (Tischer) Schwantes
- Lithops pseudotruncatella subsp. pseudotruncatella (A.Berger) N.E.Br.
- Lithops pseudotruncatella var. edithae (N.E.Br.) DeBoer & Boom
- Lithops pseudotruncatella var. mundtii (Tischer) Jacobsen
- Lithops pseudotruncatella var. riehmerii D.T.Cole

## Récompense
Lithops pseudotruncatella a reçu le The Royal Horticultural Society's Award of Garden Merit de la The Royal Horticultural Society.

## Dénominations
Ce taxon porte en français les noms vernaculaires ou normalisés suivants : pierre fleurie, pierre vivante.

## Systématique
Le nom correct complet (avec auteur) de ce taxon est Lithops pseudotruncatella (A.Berger) N.E.Br..
L'espèce a été initialement classée dans le genre Mesembryanthemum sous le basionyme Mesembryanthemum pseudotruncatellum A.Berger.
Lithops pseudotruncatella a pour synonymes :
- Lithops archerae DeBoer
- Lithops edithae Jacobsen
- Lithops edithae Schwantes
- Lithops mundtii Tischer
- Lithops pseudotruncatella subsp. pulmonuncula (Dinter ex Jacobsen) Dinter
- Lithops pseudotruncatella subsp. pulmonuncula (Dinter ex Jacobsen) Dinter ex Schwantes
- Lithops pseudotruncatella var. archeri (DeBoer) D.T.Cole
- Lithops pseudotruncatella var. pseudotruncatella
- Lithops vallis-mariae var. groendraaiensis (Jacobsen) DeBoer
- Lithops volkii Schwantes
- Lithops volkii Schwantes ex Jacobsen
- Mesembryanthemum evexum N.E.Br.

### Étymologie
La confusion initiale associée à Conophytum truncatum est à l'origine de son épithète spécifique qui signifie littéralement « faux-truncatum ».